# Norte de Santander
Norte de Santander és un departament de Colòmbia, fronterer amb Veneçuela.

## Municipis
1. Abrego
2. Arboledas
3. Bochalema
4. Bucarasica
5. Cachira
6. Cacota
7. Chinacota
8. Chitaga
9. Convencion
10. Cúcuta
11. Cucutilla
12. Durania
13. El Carmen
14. El Tarra
15. El Zulia
16. Gramalote
17. Hacari
18. Herran
19. Labateca
20. La Playa
21. Los Patios
22. Lourdes
23. Mutiscua
24. Ocana
25. Pamplona
26. Pamplonita
27. Ragonvalia
28. Salazar
29. San Calixto
30. San Cayetano
31. Santiago
32. Sardinata
33. Silos
34. Teorama
35. Tibu
36. Toledo
37. Villa Caro
38. Villa Rosario